# Itaquaquecetuba
Itaquaquecetuba är en stad och kommun i Brasilien och ligger i delstaten São Paulo. Staden ingår i São Paulos storstadsområde. Kommunen hade år 2014 cirka 350 000 invånare.